# Stade de la Paix et de l'Amitié
 (décembre 2021).
 (décembre 2021).
Si vous disposez d'ouvrages ou d'articles de référence ou si vous connaissez des sites web de qualité traitant du thème abordé ici, merci de compléter l'article en donnant les références utiles à sa vérifiabilité et en les liant à la section « Notes et références ».
Le stade de la Paix et de l’Amitié (en grec moderne : Στάδιο Ειρήνης και Φιλίας / Stádio Irínis ke Filías) est une salle omnisports située dans le complexe olympique de la zone côtière de Fáliro, au Pirée, dans la région de l'Attique en Grèce.
La salle, qui sert pour le club de basket-ball de l'Olympiakós, a accueilli les épreuves de volley-ball durant les Jeux olympiques d'été de 2004 se déroulant à Athènes.

## Histoire
La salle, inaugurée en 1985, et localisée dans le quartier de Néo Fáliro au Pirée, avait une capacité de 14 940 places avant sa rénovation, opérée dans le cadre des Jeux olympiques d'été de 2004. Les travaux, qui ont débuté en avril 2002, sont terminés en juin 2004. La salle, sous sa nouvelle configuration, a été inaugurée le 11 août 2004 et peut accueillir 12 171 spectateurs.
En juillet 2025, un contrat de concession est signé entre l'État grec et l'Olympiakós pour une durée de 49 ans.

## Événements

### Athlétisme
- Championnats d'Europe d'athlétisme en salle 1985

### Basket-ball
- Finale de Coupe d’Europe des clubs champions : 1985
- Championnat d'Europe de basket-ball : 1987
- Finale de EuroCoupe masculine de basket-ball : 1989
- Coupe du monde masculine de basket-ball : 1998
- Tournoi final de la Ligue des champions d’Europe de basket-ball : 1992-1993
- Championnat d’Europe féminin de basket-ball : 2025

### Gymnastique
- Championnats d'Europe de gymnastique artistique féminine : 1990
- Championnats du monde de gymnastique rythmique : 1991

### Haltérophilie
- Championnats du monde d'haltérophilie : 1999

### Handball
- Finale retour de la Coupe européenne masculine de handball 2023-2024

### Lutte
- Championnat d'Europe de lutte : 1986
- Coupe du monde de lutte gréco-romaine hommes : 1988
- Championnat du monde de lutte gréco-romaine hommes : 1999

### Volley-ball
- Finale de la Coupe des champions masculin de volley-ball : 1988-1989
- Tournoi final de la Coupe des champions masculin de volley-ball : 1991-1992 et 1992-1993
- Championnat du monde masculin de volley-ball : 1994
- Championnat d'Europe masculin de volley-ball : 1995
- Tournoi final de la Coupe de la CEV masculin de volley-ball : 1996 et 2005
- Tournois masculin et féminin de volley-ball aux Jeux olympiques d'été de 2004

## Galerie

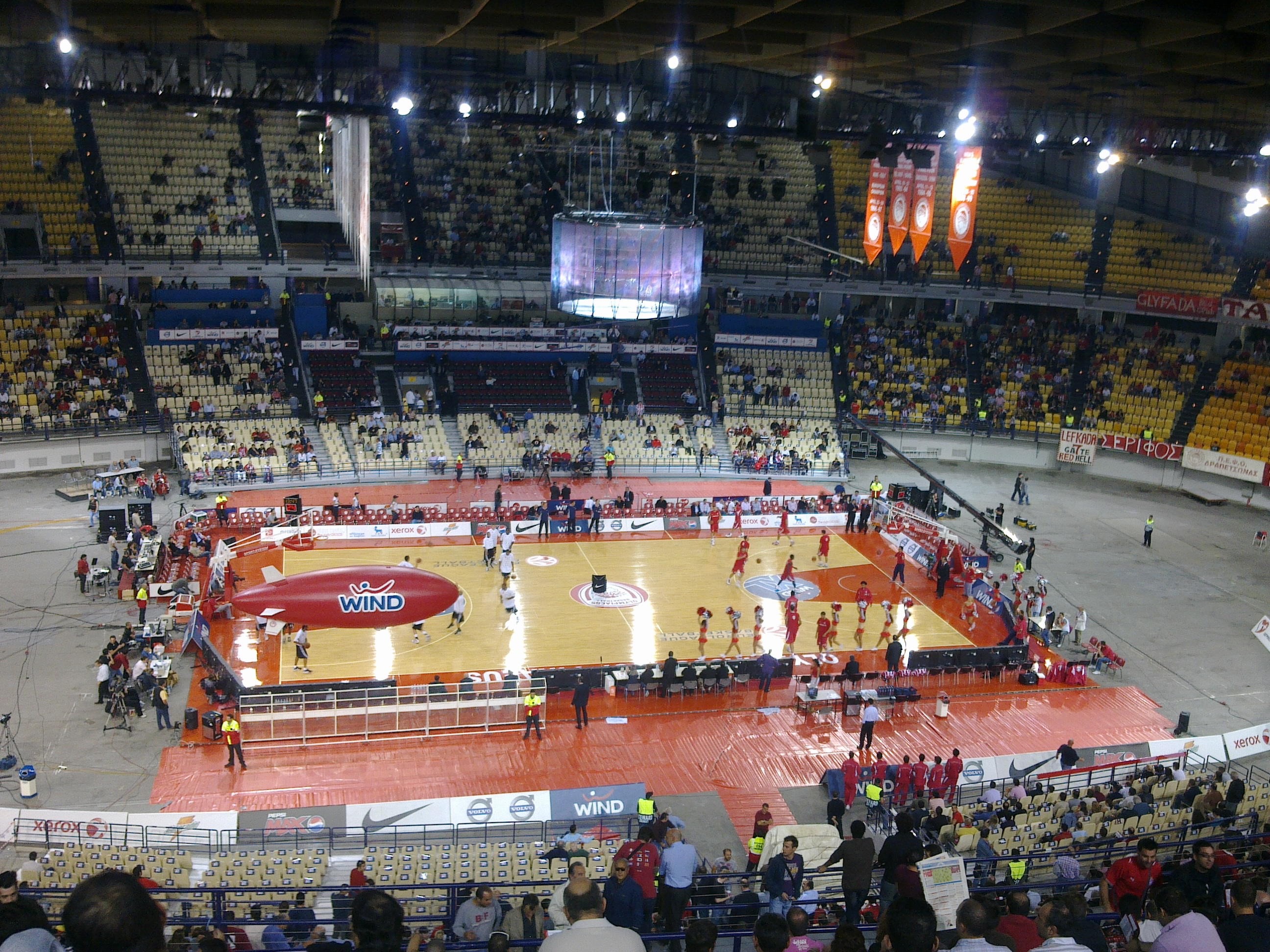
Vue d'ensemble de la salle des sports.
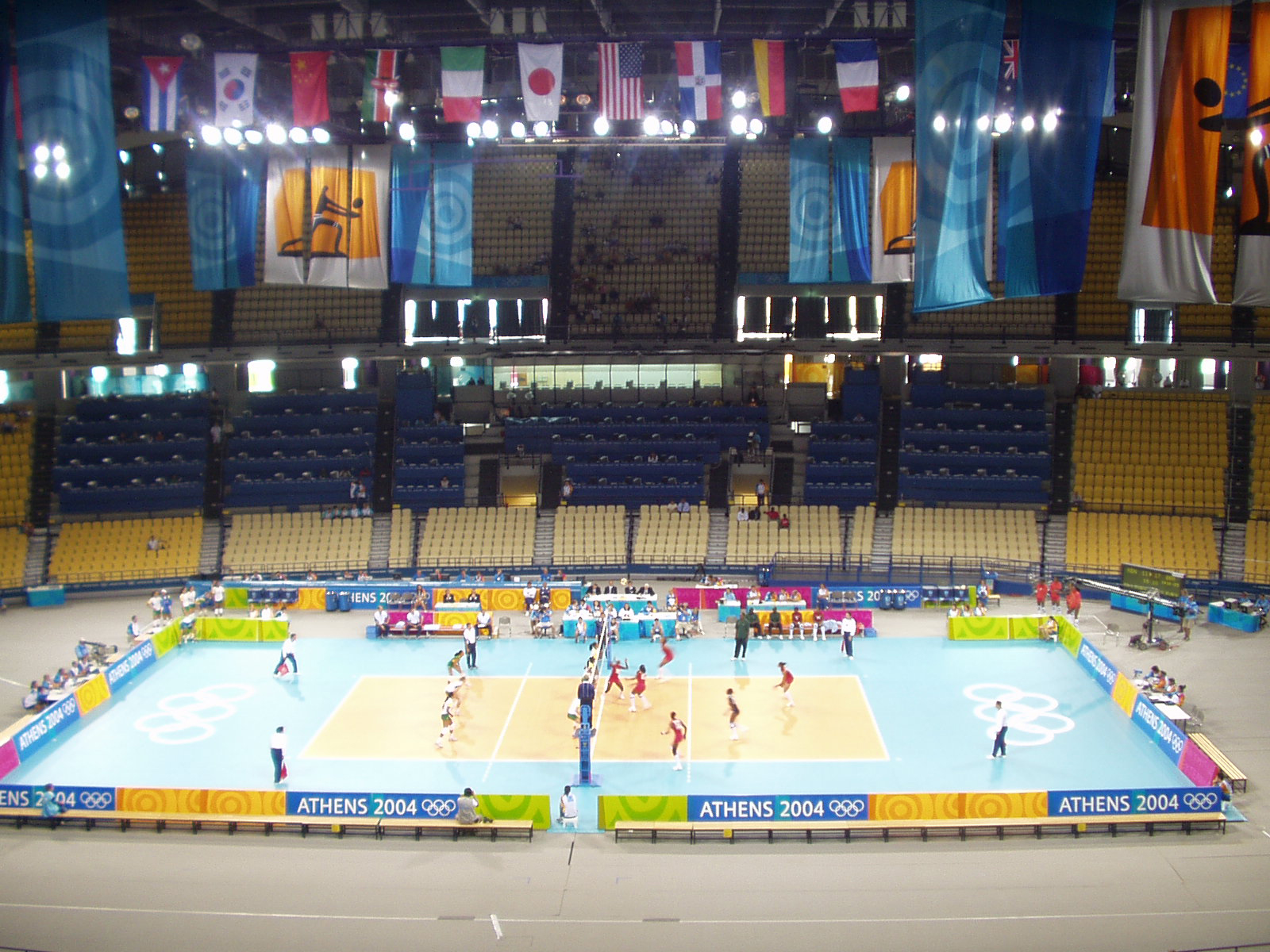
Compétition de volley-ball en 2004.
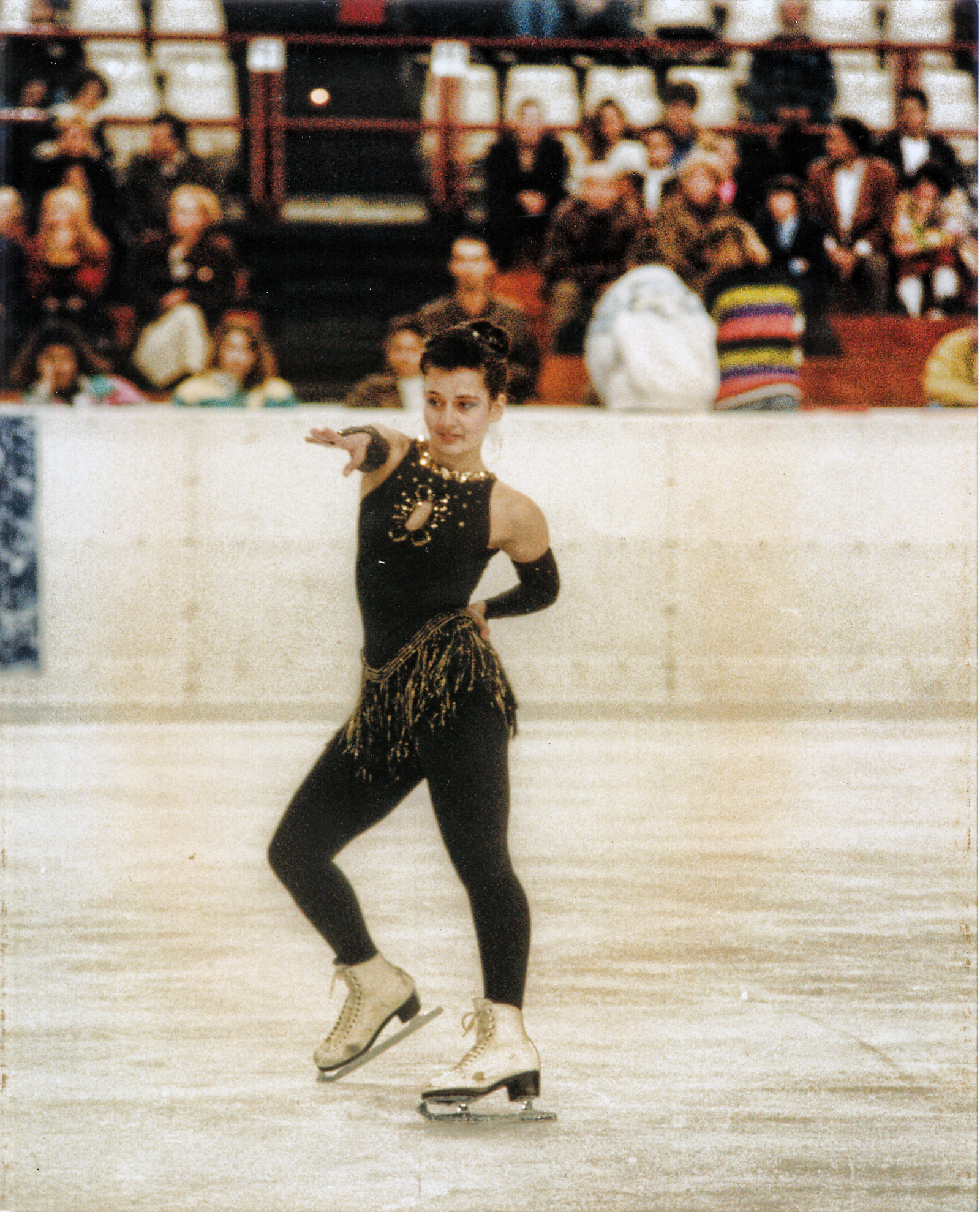
Compétition de patinage artistique en 2010.